# Arthur Chaves
Arthur Largura Chaves, meglio noto come Arthur Chaves (Florianópolis, 29 gennaio 2001), è un calciatore brasiliano, difensore dell'Hoffenheim.

## Carriera
Cresciuto nel settore giovanile dell'Avaí, ha esordito in prima squadra il 4 aprile 2021, disputando l'incontro del Campionato Catarinense vinto per 0-1 contro il Metropolitano.

## Statistiche

### Presenze e reti nei club
Statistiche aggiornate al 2 giugno 2022.
| Stagione        | Squadra         | Campionato      | Campionato | Campionato | Coppe nazionali | Coppe nazionali | Coppe nazionali | Coppe continentali | Coppe continentali | Coppe continentali | Altre coppe | Altre coppe | Altre coppe | Totale | Totale |
| Stagione        | Squadra         | Comp            | Pres       | Reti       | Comp            | Pres            | Reti            | Comp               | Pres               | Reti               | Comp        | Pres        | Reti        | Pres   | Reti   |
| --------------- | --------------- | --------------- | ---------- | ---------- | --------------- | --------------- | --------------- | ------------------ | ------------------ | ------------------ | ----------- | ----------- | ----------- | ------ | ------ |
| 2021            | Avaí            | PD/SC+B         | 1+1        | 0          | CB              | 0               | 0               |                    | -                  | -                  |             | -           | -           | 2      | 0      |
| 2022            | Avaí            | PD/SC+A         | 9+8        | 0          | CB              | 1               | 0               |                    | -                  | -                  |             | -           | -           | 18     | 0      |
| Totale carriera | Totale carriera | Totale carriera | 10+9       | 0          |                 | 1               | 0               |                    | -                  | -                  |             | -           | -           | 20     | 0      |

## Palmarès

### Club

#### Competizioni statali
- Campionato Catarinense: 1

Avaí: 2021